# Alexis Korner
Alexis Korner (ur. 19 kwietnia 1928 w Paryżu, zm. 1 stycznia 1984 w Londynie) – wokalista, kompozytor tworzący muzykę z gatunku bluesa. Nazywany był „ojcem” brytyjskiego bluesa.
Debiutował w grupach dixielandowych w latach 40. XX w. Współpracował z Big Billem Broonzym, Muddym Watersem oraz z zespołem skifflowym Kena Colyera. Założyciel pierwszej grupy bluesowej wykorzystującej instrumenty elektryczne (Blues Incorporated). Popularyzował bluesa w cyklicznych programach radiowych i telewizyjnych. Nigdy nie był supergwiazdą i nie pisano jego nazwiska na murach, lecz jego głos znają miliony, a jego udział w historii brytyjskiego rocka jest nie do przecenienia. Był inspiracją między innymi dla The Yardbirds, Led Zeppelin i The Rolling Stones. Tych ostatnich właśnie on pierwszy odkrył i kilkakrotnie zaprosił na występy do Crawdaddy Club, gdzie sam występował.  W 2024 wprowadzony do Rock and Roll Hall of Fame.

## Dyskografia
- R&B from the Marquee (1962)
- At the Cavern (1964)
- Blues Incorporated (1964)
- Red Hot from Alex (1964)
- Sky High (1966)
- Blues Inc. (1967)
- I Wonder Who (1967)
- New Generation of Blues (1968)
- Blues Inc./Alexis Korner All Stars (1969)
- New Church (1970)
- Alexis (1971)
- Whats That Sound I Hear (1971)
- Bootleg Him! (1972)
- Accidentally Born in New Orleans (1973)
- Alexis Korner (1974)
- Mr. Blues (1974)
- Snape Live on Tour (1974)
- Get Off My Cloud (1975)
- Just Easy (1978)
- Original (1980)
- Party LP (1980)
- Tell (1980)
- White & Blue (1980)
- Profile (1981)
- Rocket 88 (1981)
- Alexis Korner and Friends (1982)
- Juvenile Delinquent (1984)
- Live in Paris (1988)
- Me (1993)
- Lost Album (1996)
- On the Move (1997)
- Musically Rich...and Famous (1998)
- Testament (2000)